# Нопперапон

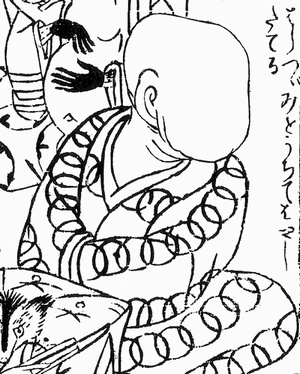
Нопперапон, гравюра письменника та художника Асаі Ріой до його поеми Otogi Boko

Нопперапон (яп. のっぺら坊 Ноппера-бо:), також відомий як Ноппера-бо, або Зумбера-бо — надприродна істота в японській міфології, різновид Йокай. Вдень воно дуже схоже на людину. Вночі видно, що замість обличчя у Нопперапона гладка лілова куля, а за деякими джерелам на литках його ніг розташована сотня очей.
Цей відомий безликий монстр, здається, відчуває якусь особливу насолоду, лякаючи людей. Його поява завжди повна неочікуваність, але Нопперапон ніколи не нападає на своїх жертв, а лише лякає їх, тому реальну небезпеку він може представляти тільки для людей зі слабким серцем.
Існує дуже багато історій про це створіння, і більшість з них слідує одному сюжету: головний герой зустрічає, здавалося б, звичайну людину, тільки вона приховує своє обличчя тим, чи іншим чином, але починаючи розмову, жертва звертає увагу на обличчя співбесідника, яке виявляється абсолютно гладким, як яйце — на ньому нема ані очей, ані носа, ані рота. Налякана цим видовищем, людина втікає. Скоро вона зустрічає якого-небудь перехожого, звичайну людину, іноді навіть когось, кого вона добре знає. Після того, як жертва розповідає страшну історію, його співбесідник погоджується, що історія дійсно жахлива та неймовірна, а потім питає: «А те обличчя, воно було ось таким?», обертається до жертви і несподівано виявляється Нопперапоном. Кричачи від страху, людина втікає геть, після чого історія повторюється: він знов зустрічає перехожого, у деяких варіаціях — знайомого, а у деяких — монаха-амідаїста, і знов розповідає йому про те, що бачила. Як і у минулий раз, коли герой закінчує своє оповідання, слухач говорить йому: «А те обличчя, воно…» Після цього нещасний думає, що зараз ще одна людина втратить свій вигляд, і зазвичай непритомніє.
Нопперапон — це один з перших представників японської нечисті, згаданих в англомовній літературі, в котрій, правда, він довгий час помилково називався ім'ям Мудзіна через однойменну історію Лафкадіо Хірна, хоча насправді мудзіна в японському фольклорі — невеличка хутряна тварина, здібна до перетворництва, вона та танукі часто звинувачуються в здібності перетворюватися на людину.